# Бланза
Бланза (фр. Blanzat) насеље је и општина у централној Француској у региону Оверња, у департману Пиј де Дом која припада префектури Клермон Феран.
По подацима из 2011. године у општини је живело 3793 становника, а густина насељености је износила 544,97 становника/km². Општина се простире на површини од 6,96 km². Налази се на средњој надморској висини од 400 метара (максималној 611 m, а минималној 360 m).

## Демографија
| 1962. | 1968. | 1975. | 1982. | 1990. | 1999. | 2011. |
| ----- | ----- | ----- | ----- | ----- | ----- | ----- |
| 1.176 | 1.696 | 2.277 | 3.566 | 3.522 | 3.918 | 3.793 |

График промене броја становника у току последњих година